# Raionul Preiļi
Preiļi este un raion în Letonia.